# 位相的性質
数学の位相空間論関連分野における位相的性質（いそうてきせいしつ、英: topological property）または位相不変量（いそうふへんりょう、英: topological invariant）は、位相空間が持つ同相写像のもとで保たれる性質を言う。すなわち、位相空間が持つ何らかの性質が位相的性質であるとは、その性質を持つ任意の空間 X を考えたとき、X に同相な位相空間は何れも必ずその性質を持っていることが言えるということを意味する。形式ばらずに言えば、位相的性質は、空間の開集合の言葉で書けるような位相空間の性質のことと思ってよい。
位相幾何学においてよくある問題の一つに、ふたつの空間が同相か否かを決定する問題がある。ふたつの空間が同相でないことを示すには、それらの間で一致しない位相的性質を一つ挙げることが十分である。

## 主な位相的性質

### 濃度
- 濃度 |X|: 空間 X の濃度。
- 位相濃度 τ(X): 空間 X の位相の濃度。
- 荷重 (Weight) w(X): 空間 X の開基の最小濃度。
- 密度 (Density) d(X): 閉包が X に等しい部分集合（稠密部分集合）の最小濃度。

### 分離性
注: 以下に挙げる用語は古い文献では異なる定義を指す用語である場合がある（分離公理の歴史参照）
- T0、コルモゴロフ: 空間がコルモゴロフとは、その空間の任意の相異なる二点 x, y に対し、x を含む開集合で y を含まないものか y を含む開集合で x を含まないものが存在するときに言う。
- T1、フレシェ: 空間がフレシェとは、その空間の任意の相異なる二点 x, y に対し、x を含む開集合で y を含まないものが存在するときに言う（T0 の場合と比べれば、T1 ではどちらの点を含むのかを指定できる点が異なる）。同じことだが、空間が T1 とはそのすべての一点集合が閉であるときにいうと言ってもよい。T1 空間は常に T0 である。
- Sober:  空間がsober（英語版）とは、その任意の既約閉集合 C がただ一つの生成点 (generic point) p を持つときに言う。すなわち、C がより小さなふたつの閉部分集合（これらは交わってもよい）の合併とならないならば、一点集合 {p} の閉包が C に一致するような点 p が存在し、そのような点 p がただ一つしかない。
- T2、ハウスドルフ: 空間がハウスドルフとは、その任意の相異なる二点がそれぞれの近傍で互いに交わらないものを持つときに言う。T2 空間は常に T1 である。
- T2½、ウリゾーン: 空間がウリゾーン（英語版）とは、 任意の二点がそれぞれの閉近傍で互いに交わらないものを持つときに言う。T2½ 空間は常に T2 である。
- 完全 T2、完全ハウスドルフ: 空間が完全 T2（英語版）とは、その任意の相異なる二点が函数で分離される（英語版）ときに言う。任意の完全ハウスドルフ空間はウリゾーンである。
- 正則: 空間が正則（英語版）とは、任意の閉集合 C と C に含まれない点 p に対しそれぞれの近傍で互いに交わらないものを持つときに言う。
- T3、正則ハウスドルフ: 空間が正則ハウスドルフ（英語版）とは、それは正則 T0 空間であるときに言う（正則空間がハウスドルフとなるためにはそれが T0 であることが必要十分であるから、用語法に齟齬はない）。
- 完全正則: 完全正則（英語版）とは、任意の閉集合 C と C に含まれない点 p が函数で分離されるときに言う。
- T3½、チホノフ、完全正則ハウスドルフ、完全 T3: チコノフ空間（英語版）とは完全正則 T0 空間を言う（完全正則空間がハウスドルフとなる必要十分条件はそれが T0 であることなので、用語法に齟齬はない）。チホノフ空間は常に正則ハウスドルフである。
- 正規: 空間が正規（英語版）とは、その任意の交わらないふたつの閉集合が、交わらない近傍を持つときに言う。正規空間では1の分解ができる。
- T4、正規ハウスドルフ: 正規空間がハウスドルフとなるための必要十分条件は、それが T1 となることである。正規ハウスドルフ空間は常にチホノフである。
- 全部分正規: 空間が全部分正規（英語版）とは、任意の分離された集合の対が交わらない近傍を持つときにいう。
- T5、全部分正規ハウスドルフ: 全部分正規空間がハウスドルフとなる必要十分条件はそれが T1 であることである。完全正規ハウスドルフ空間は常に正規ハウスドルフである。
- 完全正規: 空間が完全正規（英語版）とは、任意の交わらない閉集合の対が函数でちょうど分離される（英語版）ときに言う。完全正規空間は必ず全部分正規である。
- T6、完全正規ハウスドルフ、完全 T4: 空間が完全正規ハウスドルフ（英語版）となるのは、完全正規かつ T1 のときである。完全正規ハウスドルフ空間は、必ず全部分正規ハウスドルフにもなる。
- 離散空間: 空間が離散とは、そのすべての点が完全に孤立しているときに言う（言い換えれば、任意の部分集合が開となる空間である）。

### 可算性条件
- 可分: 空間が可分とは、可算な稠密部分集合を持つときに言う。
- 第一可算: 空間が第一可算とは、各点が可算な基本近傍系を持つときに言う。
- 第二可算: 空間が第二可算とは、可算な開基を持つときに言う。第二可算空間は常に可分・第一可算かつリンデレーフになる。

### 連結性
- 連結: 空間が連結とは、空でない開集合の非交和に表されないときに言う。連結であるための必要十分条件として、開かつ閉集合が空集合と全体集合以外にないことを挙げることができる。
- 局所連結: 空間が局所連結とは、各点が連結集合からなる基本近傍系を持つときに言う。
- 完全不連結: 空間が完全不連結とは、ひとつより多くの点を持つ連結部分集合を持たないときに言う。
- 弧状連結: 空間 X が弧状連結とは、X の任意の二点 x, y に対し、x から y へ結ぶ道—連続写像 p: [0, 1] → X で p(0) = x かつ p(1) = yを満たすもの—がとれるときに言う。弧状連結空間は常に連結である。
- 局所弧状連結: 空間が局所弧状連結（英語版）とは、その各点が弧状連結集合からなる基本近傍系を持つときに言う。局所弧状連結空間が連結となるための必要十分条件はそれが弧状連結であることである。
- 単連結: 空間 X が単連結とは、それが弧状連結であって、かつ任意の連続写像 f: S1 → X が定値写像にホモトピックであるときに言う。
- 局所単連結: 空間 X が局所単連結とは、X の各点 x が単連結な近傍からなる基本近傍系を持つときに言う。
- 半局所単連結:  空間 X が半局所単連結（英語版） (semi-locally simply connected) とは、各点が U 内の任意のループが X において可縮となる近傍 U からなる基本近傍系を持つときに言う。半局所単連結性は、局所単連結性よりも真に弱い条件で、普遍被覆の存在には必要な条件である。
- 可縮: 空間 X が可縮とは、X 上の恒等写像が定値写像に同相となるときに言う。可縮空間は常に単連結である。
- Hyper-connected: 空間がhyperconnectedとは、交わりを持たない空でない開集合の対が存在しないときに言う。任意の hyper-connected 空間は連結である。
- Ultra-connected: 空間がultraconnected（英語版）とは、交わりを持たない空でない閉集合の対が存在しないときに言う。任意の ultra-connected 空間は弧状連結である。
- 密着空間、自明位相: 空間が密着とは、その開集合が空集合と全体集合に限るときに言う。密着空間は「自明な位相を持つ」という。

### コンパクト性
- コンパクト: 空間がコンパクトとは、任意の開被覆が有限部分被覆を持つときに言う。文献によってはこの条件で決まる空間は準コンパクトであるとし、準コンパクトかつハウスドルフな空間だけをコンパクトと呼ぶものがある。コンパクト空間は常にリンデレーフかつパラコンパクトである。したがってコンパクトハウスドルフ空間は正規になる。
- 点列コンパクト: 空間が点列コンパクトとは、その任意の点列が収束する部分列を持つときに言う。
- 可算コンパクト: 空間が可算コンパクト（英語版）とは任意の可算開被覆が有限部分被覆を持つときに言う。
- 擬コンパクト: 空間が擬コンパクト（英語版）とは、その上の任意の実数値連続函数が有界となるときに言う。
- σ-コンパクト: 空間がσ-コンパクトとは、それが可算個のコンパクト部分集合の合併となっているときに言う。
- リンデレーフ: 空間がリンデレーフとは任意の開被覆が可算部分被覆を持つときに言う。
- パラコンパクト: 空間がパラコンパクトとは、任意の開被覆が局所有限な開細分を持つときに言う。パラコンパクトハウスドルフ空間は正規になる。
- 局所コンパクト: 空間が局所コンパクトとは、各点がコンパクト近傍からなる基本近傍系を持つときに言う。これとはやや違う定義もいくつか用いられる。局所コンパクトハウスドルフ空間は常にチホノフである。
- 超連結コンパクト: 超連結コンパクト (ultra-connected compact) 空間 X において、任意の開被覆は全体集合 X を含まなければならない。空でない超連結コンパクト空間はモノリスと呼ばれる最大の開な真部分集合を持つ。

### 距離付け可能性
- 距離化可能: 空間が距離付け可能とは、それが適当な距離空間に同相となるときに言う。距離付け可能空間は常にハウスドルフかつパラコンパクト（したがって、正規かつチホノフ）であり、かつ第一可算である。より明確に、位相空間 (X, T) が距離化可能であるとは、X 上の適当な距離函数 d が存在して d の誘導する位相（距離位相）T(d) がもとの位相 T に一致するときに言う。
- ポーランド: 空間がポーランドとは、それが可分かつ完備な距離函数で距離化可能であるときに言う。
- 局所距離化可能: 空間が局所距離化可能とは、各点が距離化可能な近傍を持つときに言う。

### その他
- ベール空間: 空間 X がベール空間とは、それが X 自身の中で痩せて（英語版）いないときに言う。おなじことだが、X がベール空間となるのは、その稠密開集合からなる任意の可算交叉が稠密となるときに言う。
- 位相的等質性: 空間 X が（位相的に）等質とは、X 内の任意の二点 x, y に対し、同相写像 f: X → X で f(x) = y を満たすものが存在するときに言う。直観的に述べれば、これはこの空間がどの点で見ても同じものに見えることを意味している。任意の位相群は位相的に等質である。
- 有限生成、アレキサンドロフ: 空間 X がアレキサンドロフ（英語版）とは、X の開集合からなる任意濃度の交叉がふたたび開集合となるときに言う。これは閉集合からなる任意濃度の合併がふたたび閉となるとしても同じである。これはちょうど、すべて位相空間と連続写像の圏に関する有限生成対象（英語版）に一致する。
- 零次元: 空間が零次元とは、開かつ閉集合からなる基底を持つことを言う。これは小さい帰納次元が 0 の空間ということにほかならない。
- 概離散: 空間が概離散（英語版）とは任意の開集合が閉（すなわち開かつ閉集合）となるときに言う。概離散空間は、有限生成零次元空間とちょうど同じ概念である。
- ブール: 空間がブールとは、零次元コンパクトハウスドルフ空間のことをいう（これは完全不連結コンパクトハウスドルフとしても同じ）。ブール空間はちょうどブール代数に関するストーン空間（英語版）に同相な空間になっている。
- ライデマイスターのねじれ
- κ-可解: 空間が κ-可解 (κ-resolvable[1])) とは、それがどの二つも交わらない κ-稠密集合を持つときに言う。空間が概 κ-可解とは、それが至る所疎な部分集合からなるイデアル上でほとんど交わらない κ-稠密集合を持つときに言う。空間が κ-可解でないならば、κ-非可解であるという。
- 極大可解: 空間 X が極大可解 (maximally resolvable) とは、それが Δ(X)-可解であるときに言う。ただし、{\displaystyle \Delta (X)=\min\{|G|:G\neq \emptyset ,G{\mbox{ is open}}\}} とし、これを X の分散指標 (dispersion character) と呼ぶ。
- 強離散: 集合 D が空間 X の強離散 (strongly discrete) 部分集合とは、D の全ての点がどの二つも交わらない近傍によって分離できるときに言う。空間 X が強離散空間とは、X の任意の非孤立点が適当な強離散集合の集積点となるときに言う。

## 関連文献
- Willard, Stephen (1970). General topology. Reading, Mass.: Addison-Wesley Pub. Co. pp. 369. ISBN 9780486434797